# Peter Walsh
Peter Walsh (Melbourne, 9 gennaio 1954) è un ex cestista australiano.

## Carriera
Con l'Australia ha disputato due edizioni dei Giochi olimpici (Montréal 1976, Mosca 1980) e i Campionati mondiali del 1978.